# Thallarcha tineoides
Thallarcha tineoides là một loài bướm đêm thuộc phân họ Arctiinae, họ Erebidae.